# Still the One: Live from Vegas
Still the One: Live from Vegas è un album dal vivo della cantante canadese Shania Twain, pubblicato nel 2015.

## Tracce

### CD
1. I'm Gonna Getcha Good! – 4:13
2. You Win My Love – 4:33
3. Don't Be Stupid (You Know I Love You) – 3:44
4. Up! – 2:56
5. I Ain't No Quitter – 4:10
6. No One Needs to Know – 2:59
7. Whose Bed Have Your Boots Been Under? – 4:46
8. Any Man of Mine – 4:30
9. That Don't Impress Me Much – 3:51
10. Honey, I'm Home – 3:42
11. (If You're Not in It for Love) I'm Outta Here! – 4:57
12. Come on Over (Acoustic) – 2:02
13. Love Gets Me Every Time (Acoustic) – 1:18
14. Rock This Country! (Acoustic) – 3:06
15. Today Is Your Day (Acoustic) – 2:44
16. You're Still the One – 3:35
17. From This Moment On – 4:23
18. Red Storm (Instrumental) – 2:49
19. Man! I Feel like a Woman! – 4:16

### DVD
1. Opening – 4:13
2. I'm Gonna Getcha Good! – 4:13
3. You Win My Love – 4:33
4. Don't Be Stupid (You Know I Love You) – 3:44
5. Up! – 2:56
6. Good, Bad and Sexy (Interlude) – 2:56
7. I Ain't No Quitter – 4:10
8. No One Needs to Know – 2:59
9. Whose Bed Have Your Boots Been Under? – 4:46
10. Any Man of Mine – 4:30
11. Shania Style (Interlude) – 2:56
12. That Don't Impress Me Much – 3:51
13. Honey, I'm Home – 3:42
14. (If You're Not in It for Love) I'm Outta Here! – 4:57
15. Carrie Anne (Dialogue) – 2:56
16. Come on Over (Acoustic) – 2:02
17. Love Gets Me Every Time (Acoustic) – 1:18
18. Rock This Country! (Acoustic) – 3:06
19. Today Is Your Day (Acoustic) – 2:44
20. Black Horse, White Horse (Interlude) – 2:56
21. You're Still the One – 3:35
22. From This Moment On – 4:23
23. Red Storm (Interlude) – 2:49
24. Man! I Feel like a Woman! – 4:16
25. Rock This Country! (Live from Calgary - Credits) – 3:06

## Classifiche
| Classifica (2015)              | Posizione raggiunta |
| ------------------------------ | ------------------- |
| Australia                      | 78                  |
| Canada                         | 8                   |
| Stati Uniti                    | 55                  |
| Stati Uniti Top Country Albums | 2                   |
| Regno Unito                    | 2                   |